# 마디나 메메트
마디나 메메트(1987년 9월 10일 ~ , 위구르어: مادىنا مەمەت, Madina Memet, 중국어 간체자: 麦迪娜·买买提, 정체자: 麥迪娜·買買提, 병음: Maìdínà Maǐmaǐtí 마이디나마이마이티[*], 한자음: 맥적나매매제)는 중화인민공화국의 위구르족 출신 배우이다.

## 출연 작품

### 드라마
- 2011년 《新還珠格格》
- 2012년 《我家有喜》
- 2013년 《隋唐演義》
- 2013년 《陸貞傳奇》
- 2013년 《战国小兵》
- 2013년 《화비화무비무》
- 2013년 《我為宮狂》
- 2014년 《封神英雄榜》
- 2014년 《宮鎖連城》
- 2015년 《封神英雄》
- 2015년 《가화만사흥》
- 2015년 《热血》
- 2016년 《真命天子》
- 2016년 《환성 : 신들의 전쟁》
- 2017년 《孤芳不自賞》
- 2017년 《幻城凡世》

### 영화
- 2014년 《前任攻略》
- 2014년 《钟馗伏魔：雪妖魔灵》
- 2015년 《师父》